# Pi de Can Martí de Dalt
El Pi de Can Martí de Dalt és un arbre que es troba al Parc de la Serralada Litoral, el qual és un robust pi pinyer que s'atansa al seu segon segle de vida.

## Aspecte general
El seu diàmetre de tronc és d'1,03 metres (només superat pel Pi de Can Poc), no és gaire alt (poc més de 10 m) i la capçada fou mutilada pel pes de la neu la dècada de 1980. Malauradament, doncs, no es pot veure ara en tota la seua antiga majestuositat. El fet d'estar sol, vora l'esplanada que hi ha davant de la masia, en realça la presència i li compensa un xic la manca de capçada.

## Accés
És ubicat a Vallromanes: situats a la font de Can Gurguí, continuem en direcció NO per la pista que va a Vallromanes passant pel coll de Forn. A 720 metres de la font, a l'esquerra hi ha la petita masia de Can Martí de Dalt. Davant de la masia hi ha el pi, que es veu clarament des de la pista. Coordenades: x=443609 y=4597529 z=320.